# Paul Bacon (cầu thủ bóng đá)
Paul Darren Bacon (sinh ngày 20 tháng 12 năm 1970) là một cựu cầu thủ bóng đá người Anh thi đấu ở vị trí tiền vệ cho Charlton Athletic, có 33 lần ra sân ở Football League. Sau đó ông thi đấu bóng đá non-league với Dagenham & Redbridge.